# Шахрістан (перевал)
Шахрістан — перевал через Туркестанський хребет, на шосе Худжанд — Душанбе (Таджикистан).
Висота — 3378 метрів. Відносно пологий підйом із півночі, з боку Ура-Тюбе, і крутий, із серпантинами спуск на півдні в долину річки Зеравшан, до селищ Зафарабад та Айні. Узимку перекривається сніговими заметами та лавинами. Наприкінці березня і на початку квітня на перевалі через потепління щорічно відбувається сход снігу, що призводить до надзвичайних наслідків.
До побудови Шахрістанського тунелю був єдиною дорогою, що з'єднує північ Таджикистану та Зеравшанську долину з центральними та південними районами (Айні, Матча та Пенджикент).
Частим явищем стають затори, де водіям та пасажирам доводиться цілодобово ночувати на перевалі в машинах.

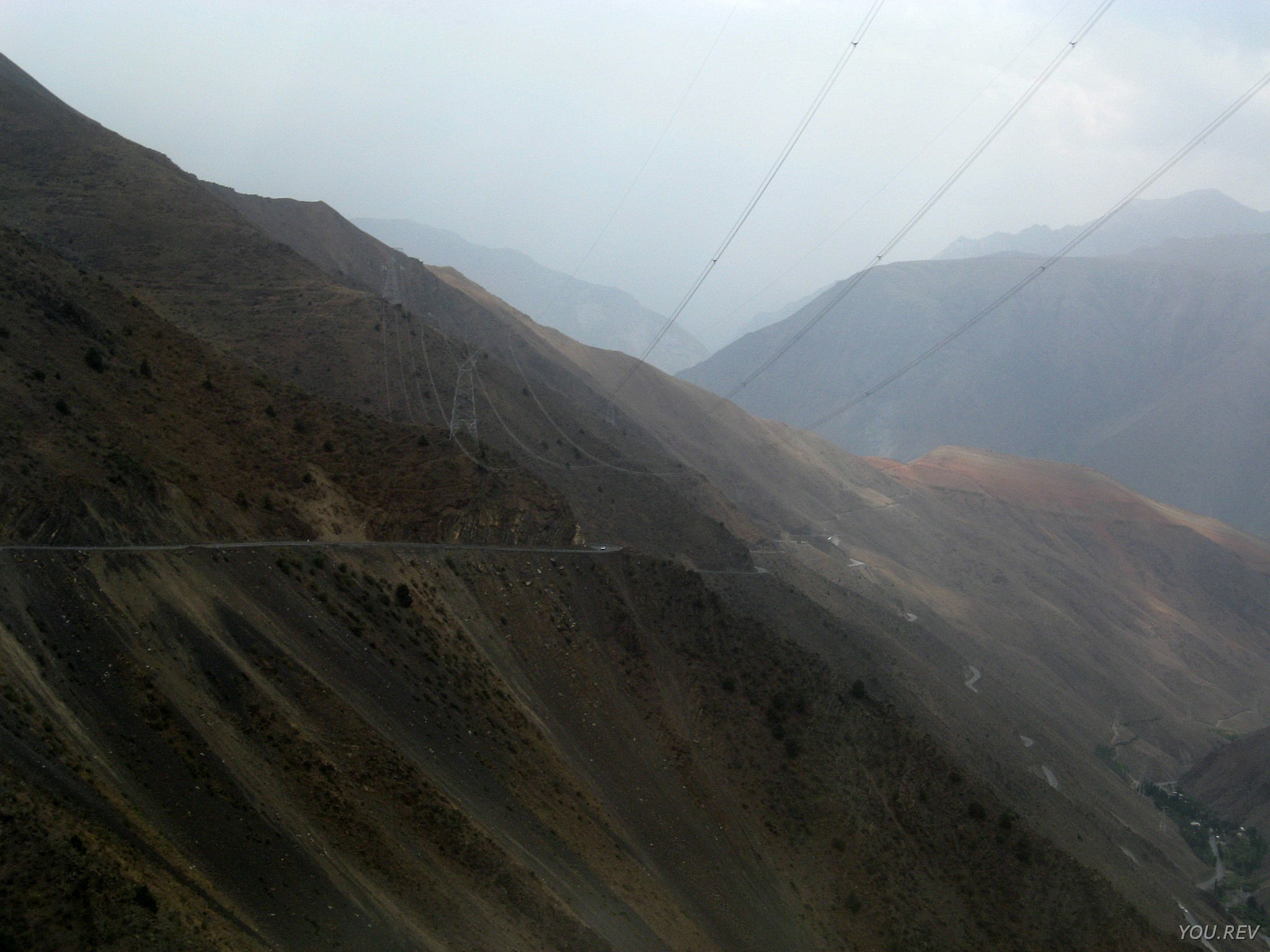
Вид із перевалу у бік Айні

Після введення візового режиму між Узбекистаном і Таджикистаном у 2000 році, пріоритетом для уряду Таджикистану стало цілорічне функціонування проїзду через перевал, оскільки дорога набула стратегічної важливості.
За планом реабілітації автодороги «Душанбе — Айні — Істаравшан — Худжанд — Бустон — Чанак (кордон з Узбекистаном)», у 2012 році під перевалом був побудований Шахрістанський тунель завдовжки 5253 метри.